# McKinley National Memorial
Le McKinley National Memorial (en français: « Mémorial national McKinley »), inauguré le 30 septembre 1907 à Canton dans l'Ohio, est le mausolée du 25e président des États-Unis William McKinley. La ville de Canton fut choisie pour abriter le monument en raison de son importance significative dans la vie du président défunt qui y pratiqua le droit et mena ses campagnes électorales depuis cette cité.